# Adolph Caesar
Pour les articles homonymes, voir Caesar.
Adolph Caesar est un acteur américain né le 5 décembre 1933 à New York et décédé le 6 mars 1986.

## Filmographie
- 1968 : Les Mystères de l'Ouest (The Wild Wild West), (série TV) - Saison 4 épisode 5, La Nuit des jeux dangereux (The Night of the Gruesome Games), de Marvin J. Chomsky : Innocent Vidocq
- 1969 : Che ! de Richard Fleischer : Juan Almeida
- 1978 : Zombie (Dawn of the Dead) de George A. Romero : Narrateur du théâtre (rôle non crédité)
- 1979 : The Hitter de Christopher Leitch : Nathan
- 1980 : Fist of Fear, Touch of Death de Matthew Mallinson : Présentateur TV
- 1984 : A Soldier's Story de Norman Jewison : Sergent Waters
- 1985 : La Couleur pourpre (The Color Purple) de Steven Spielberg : Vieux Mister Johnson
- 1986 : Club Paradise de Harold Ramis : Premier ministre Solomon Gundy

### Nomination
- Nomination à l'Oscar du meilleur acteur dans un second rôle pour A Soldier's Story.